# Saison 2015-2016 de Manchester United
Maillots
Chronologie
Saison précédente Saison suivante
La saison 2015-2016 du Manchester United Football Club est la 24e saison du club en Premier League et sa 41e saison consécutive dans la première division du football anglais.
Après la fin du règne de Sir Alex Ferguson (27 années à la tête de l'équipe première) et une saison de transition catastrophique sous les ordres de David Moyes, le club mancunien veut poursuivre son redressement pour la deuxième saison de Louis van Gaal à sa tête. Après une quatrième place de Premier League la saison dernière, le club est donc de retour en Ligue des champions, la septième place de David Moyes empêchant le club d'y participer en 2014-2015 et ce pour la première fois depuis 19 ans. De plus, comme à chaque saison, le club dispute la League Cup ainsi que la FA Cup.
Louis van Gaal, qui a emmené l'équipe nationale néerlandaise à la troisième place de la Coupe du monde 2014, est l'entraîneur de Manchester United pour la seconde et avant-dernière année de son contrat avant sa retraite. Il est notamment reconnu pour avoir gagné la Ligue des champions avec l'Ajax Amsterdam en 1995 mais également pour avoir été aux commandes de clubs de prestige comme le Bayern Munich ou encore le FC Barcelone. Il est secondé par l'ancien joueur star du club Ryan Giggs, retraité depuis la fin de la saison 2013-2014 et qui ambitionne d'entraîner un jour son club de toujours.

## Avant-saison
Manchester United effectue sa phase de préparation aux États-Unis dans le cadre de l'International Champions Cup, un tournoi estival que le club mancunien avait remporté la saison dernière. Les Red Devils prennent part au championnat dit International Champions Cup Amérique du Nord dans lequel ils n'affrontent pas toutes les équipes en jeu, mais uniquement le Club América (vainqueur du tournoi d'ouverture mexicain et vainqueur de la Ligue des champions de la CONCACAF), San José Earthquakes (9e de la conférence Ouest de la MLS), le FC Barcelone (champion d'Espagne, vainqueur de la coupe d'Espagne et de la Ligue des champions) et le Paris Saint-Germain (champion de France, vainqueur de la coupe de France et de la coupe de la Ligue).
| Rang | Équipe             | Pts | J | G | N | P | Bp | Bc | Diff |
| ---- | ------------------ | --- | - | - | - | - | -- | -- | ---- |
| 1    | Paris SG           | 10  | 4 | 3 | 1 | 0 | 10 | 5  | +5   |
| 2    | New York Red Bulls | 10  | 4 | 3 | 1 | 0 | 9  | 4  | +5   |
| 3    | Manchester United  | 9   | 4 | 3 | 0 | 1 | 7  | 4  | +3   |
| 4    | Fiorentina         | 8   | 4 | 2 | 1 | 1 | 5  | 5  | 0    |
| 5    | Los Angeles Galaxy | 7   | 4 | 2 | 1 | 1 | 9  | 6  | +3   |
| 6    | Club América       | 4   | 4 | 1 | 1 | 2 | 3  | 4  | -1   |
| 7    | Chelsea            | 4   | 4 | 0 | 2 | 2 | 5  | 8  | -3   |
| 8    | FC Barcelone       | 4   | 4 | 1 | 1 | 2 | 6  | 8  | -2   |

Lors des deux premiers matchs, Louis van Gaal fait jouer 11 joueurs pendant une mi-temps, et 11 autres pendant la seconde mi-temps. En général l'équipe de la première mi-temps se rapproche un peu plus de l'équipe type tandis que l'autre onze est composé de remplaçants ou de jeunes issus du centre de formation. Ces deux matchs face à des équipes américaines sont remportés : 0-1 contre Club América, avec le premier but de la recrue Morgan Schneiderlin au bout de cinq minutes de jeu ; et 3-1 face à San José, avec notamment le premier but de Memphis Depay, une autre recrue estivale. À noter les excellentes prestations du jeune grand espoir brésilien Andreas Pereira, âgé de 19 ans, couronnées par un but contre San José. David De Gea, annoncé sur le départ, et Antonio Valencia manquent les deux premiers matchs à cause de légères blessures, tout comme Chicharito. Marcos Rojo et Ángel Di María, qui s'apprête à quitter le club, rejoignent le groupe le 25 juillet à cause de leurs vacances tardives dues à la Copa América.
Le club s'offre ensuite un succès de prestige contre le FC Barcelone sur le score de 3-1. Comme annoncé en conférence de presse, van Gaal fait jouer son équipe quasi-type lors des 60 premières minutes puis effectue 11 changements pour la dernière demi-heure.

## Transferts

### Transferts estivaux
En ce qui concerne Anthony Martial, il s'engage pour quatre saisons plus une année en option. Le montant du transfert est de 50 millions d'euros plus 30 millions éventuels sous forme de trois bonus. Ces bonus, qui concernent sa période de contrat mancunienne, comprennent : 10 millions d'euros au cas où Martial marque 25 buts en compétition officielle du club anglais, 10 millions s'il obtient 25 sélections d'au moins 45 minutes avec l'équipe de France et enfin 10 millions s'il est nommé pour le Ballon d'or. En cas de vente ultérieure de Martial à partir de 60 millions d'euros, l'AS Monaco est intéressée à hauteur de 50 % de la plus-value.

## Compétitions

### Récit de la saison
Manchester United fait partie des candidats au titre en Premier League et des outsiders de la Ligue des Champions après une pré-saison assez convaincante et les arrivées de plusieurs joueurs. Le club débute par un succès important mais sans convaincre contre Tottenham (1-0). Le gardien recrue Sergio Romero, à l'occasion de ses débuts, sauve MU à deux reprises avec des parades décisives. Pour le 2e, match, l'équipe réédite une belle prestation défensive et s'impose à Aston Villa sur le même score. Pour son match aller de barrage de LDC, MU gagne à Old Trafford contre le Club Brugges grâce notamment à une énorme prestation de Depay (2 buts, 1 passe décisive, 3-1). Newcastle décroche le nul à Old Trafford (0-0) avec un but de Rooney refusé à tort pour un hors-jeu inexistant, avant un carton à Brugs (0-4), avec un triplé de... Rooney justement. Cette bonne dynamique est interrompue par une défaite à Swansea (2-1). Après la trêve internationale, le club bat son rival Liverpool (3-1). Entré en jeu à la 66e minute, le jeune français de 19 ans acheté 50M d'euros Martial marque un très beau but pour sa première apparition. Immense déception pour le grand retour en LDC, avec un revers 2-1 au PSV. Dans ce match, le titulaire indiscutable Luke Shaw subit une grave fracture qui l'éloignera des terrains pendant plusieurs mois après un tacle en pleine surface non sanctionné d'un penalty ni de carton. MU se reprend en s'imposant à Southampton (2-3) et s'empare de la 2e place à 2 points de son voisin City. La rencontre de Coupe Capital One est facilement remportée (3-0) contre Ipswich Town, comme la réception de Sunderland (3-0) qui propulse MU à la 1re place de la Premier League au terme de la 7e journée pour la première fois depuis le titre de champion en 2012-2013. En pleine bourre, le club balaye son principal adversaire dans son groupe de LDC Wolfsburg (2-1). C'est Arsenal qui met fin à cette série et United sombre dans les 20 premières minutes (3-0). S'ensuit une belle réaction après la trêve hivernale, sur le terrain d'Everton (0-3).

### Championnat

#### Classement
Les équipes sont classées selon leur nombre de points, lesquels sont répartis comme suite : trois points pour une victoire, un point pour un match nul et zéro point pour une défaite. Pour départager les égalités, les critères suivants sont utilisés :
1. Différence de buts générale
2. Nombre de buts marqués

Si ces critères ne permettent pas de départager les équipes à égalité, celles-ci occupent donc la même place au classement officiel. Si deux équipes sont à égalité parfaite au terme du championnat et que le titre de champion, la qualification à une compétition européenne ou la relégation sont en jeu, les deux équipes doivent se départager au cours d'un ou plusieurs matchs éliminatoires disputés sur terrain neutre.
| Rang | Équipe               | Pts | J  | G  | N  | P  | Bp | Bc | Diff |
| ---- | -------------------- | --- | -- | -- | -- | -- | -- | -- | ---- |
| 1    | Leicester City       | 81  | 38 | 23 | 12 | 3  | 68 | 36 | +32  |
| 2    | Arsenal FC S         | 71  | 38 | 20 | 11 | 7  | 65 | 36 | +29  |
| 3    | Tottenham Hotspur    | 70  | 38 | 19 | 13 | 6  | 69 | 35 | +34  |
| 4    | Manchester City L    | 66  | 38 | 19 | 9  | 10 | 71 | 41 | +30  |
| 5    | Manchester United    | 66  | 38 | 19 | 9  | 10 | 49 | 35 | +14  |
| 6    | Southampton FC       | 63  | 38 | 17 | 9  | 11 | 55 | 39 | +16  |
| 7    | West Ham United      | 62  | 38 | 16 | 14 | 8  | 65 | 51 | +14  |
| 8    | Liverpool FC         | 60  | 38 | 16 | 12 | 10 | 63 | 50 | +13  |
| 9    | Stoke City           | 51  | 38 | 14 | 9  | 14 | 41 | 55 | -14  |
| 10   | Chelsea FC T         | 50  | 38 | 12 | 14 | 12 | 59 | 53 | +6   |
| 11   | Everton FC           | 47  | 38 | 11 | 14 | 13 | 59 | 55 | +4   |
| 12   | Swansea City         | 47  | 38 | 12 | 11 | 15 | 42 | 52 | -10  |
| 13   | Watford FC P         | 45  | 38 | 12 | 9  | 17 | 40 | 50 | -10  |
| 14   | West Bromwich Albion | 43  | 38 | 10 | 13 | 15 | 34 | 48 | -14  |
| 15   | Crystal Palace       | 42  | 38 | 11 | 9  | 18 | 39 | 51 | -12  |
| 16   | AFC Bournemouth P    | 42  | 38 | 11 | 9  | 18 | 45 | 67 | -22  |
| 17   | Sunderland AFC       | 39  | 38 | 9  | 12 | 17 | 48 | 62 | -14  |
| 18   | Newcastle United     | 37  | 38 | 9  | 10 | 19 | 44 | 65 | -21  |
| 19   | Norwich City P       | 34  | 38 | 9  | 7  | 22 | 39 | 67 | -28  |
| 20   | Aston Villa          | 17  | 38 | 3  | 8  | 27 | 27 | 76 | -49  |

Qualifications européennes
Ligue des champions 2016-2017
- 1er, 2e et 3e : phase de groupes
- 4e : tour de barrages pour non-champions

Ligue Europa 2016-2017
- C et 5e : phase de groupes
- L : 3e tour de qualification

Relégation
- 18e, 19e et 20e : relégation en Championship

Abréviations
T : Tenant du titre

C : Vainqueur de la FA Cup

L : Vainqueur de la Capital One Cup

S : Vainqueur du Community Shield

P : Promus de Championship
Source : Classement officiel sur le site de la Premier League.

#### Évolution du classement et des résultats
| Journée  | 1 | 2 | 3 | 4 | 5 | 6 | 7 | 8 | 9 | 10 | 11 | 12 | 13 | 14 | 15 | 16 | 17 | 18 | 19 | 20 | 21 | 22 | 23 | 24 | 25 | 26 | 27 | 28 | 29 | 31 | 32 | 33 | 34 | 30 | 36 | 37 | 35 | 38 | Journées en tête |
| -------- | - | - | - | - | - | - | - | - | - | -- | -- | -- | -- | -- | -- | -- | -- | -- | -- | -- | -- | -- | -- | -- | -- | -- | -- | -- | -- | -- | -- | -- | -- | -- | -- | -- | -- | -- | ---------------- |
| Rang     | 4 | 1 | 2 | 5 | 2 | 2 | 1 | 3 | 2 | 4  | 4  | 4  | 2  | 3  | 4  | 4  | 5  | 6  | 6  | 5  | 6  | 5  | 5  | 5  | 5  | 5  | 5  | 5  | 6  | 6  | 5  | 5  | 5  | 5  | 5  | 5  | 5  | 5  | 2                |
| Résultat | V | V | N | D | V | V | V | D | V | N  | N  | V  | V  | N  | N  | D  | D  | D  | N  | V  | N  | V  | D  | V  | N  | D  | V  | V  | D  | V  | V  | D  | V  | V  | N  | V  | D  | V  | —                |

### Ligue des champions

#### Phase de groupes
| Rang | Équipe            | Pts | J | G | N | P | Bp | Bc | Diff |  | Résultats (▼ dom., ► ext.) |     |     |     |     |
| ---- | ----------------- | --- | - | - | - | - | -- | -- | ---- |  | -------------------------- | --- | --- | --- | --- |
| 1    | VfL Wolfsbourg    | 12  | 6 | 4 | 0 | 2 | 9  | 6  | +3   |  | VfL Wolfsbourg             |     | 2-0 | 3-2 | 1-0 |
| 2    | PSV Eindhoven     | 10  | 6 | 3 | 1 | 2 | 8  | 7  | +1   |  | PSV Eindhoven              | 2-0 |     | 2-1 | 2-1 |
| 3    | Manchester United | 8   | 6 | 2 | 2 | 2 | 7  | 7  | 0    |  | Manchester United          | 2-1 | 0-0 |     | 1-0 |
| 4    | CSKA Moscou       | 4   | 6 | 1 | 1 | 4 | 5  | 9  | -4   |  | CSKA Moscou                | 0-2 | 3-2 | 1-1 |     |

### Joueurs sélectionnés pour l'Euro 2016
Plusieurs joueurs de Manchester United sont sélectionnés pour participer à l'Euro 2016.
- Allemagne: Bastian Schweinsteiger
- Angleterre: Marcus Rashford, Wayne Rooney et Chris Smalling
- Belgique: Marouane Fellaini
- Espagne: David de Gea
- France: Anthony Martial et Morgan Schneiderlin
- Irlande du Nord: Paddy McNair
- Italie: Matteo Darmian

Absents notables:
- Angleterre: Michael Carrick et Phil Jones
- Belgique: Adnan Januzaj
- Espagne: Juan Mata

## Statistiques

### Statistiques collectives
| Premier League                             | Ligue des champions         | Ligue Europa                                            | FA Cup                                       | League Cup                                                    |
| ------------------------------------------ | --------------------------- | ------------------------------------------------------- | -------------------------------------------- | ------------------------------------------------------------- |
| 5e place 66 points                         | Éliminé en phase de groupes | Huitième de finale éliminé face à Liverpool (2-0 ; 1-1) | Vainqueur face à Crystal Palace (1-1, 2-1ap) | Huitième de finale éliminé face à Middlesbrough (0-0, 1-3tab) |
| 19V 9N 10D                                 | 4V 2N 2D                    | 1V 1N 2D                                                | 6V 1N 0D                                     | 1V 0N 1D                                                      |
| TOTAL : 31 victoires, 13 nuls, 15 défaites |                             |                                                         |                                              |                                                               |

### Statistiques individuelles
Mis à jour le 22 mai 2016

### Meilleurs buteurs (toutes compétitions)
Mis à jour le 22 mai 2016
| Rang | Joueur          | PL | FC | LC | LdC | LE | Total |
| ---- | --------------- | -- | -- | -- | --- | -- | ----- |
| 1    | Anthony Martial | 11 | 2  | 1  | 2   | 1  | 17    |
| 1    | Wayne Rooney    | 8  | 2  | 1  | 3   | 1  | 15    |
| 3    | Juan Mata       | 6  | 3  | 0  | 1   | 0  | 10    |
| 4    | Marcus Rashford | 5  | 1  | 0  | 0   | 2  | 8     |
| 5    | Memphis Depay   | 2  | 0  | 0  | 3   | 2  | 7     |

### Meilleurs passeurs (toutes compétitions)
Mis à jour le 22 mai 2016
| Rang | Joueur          | PL | FC | LC | LdC | LE | Total |
| ---- | --------------- | -- | -- | -- | --- | -- | ----- |
| 1    | Juan Mata       | 6  | 0  | 0  | 3   | 1  | 10    |
| 2    | Anthony Martial | 5  | 3  | 0  | 0   | 0  | 8     |
| 3    | Memphis Depay   | 1  | 1  | 1  | 2   | 1  | 6     |
| 3    | Ander Herrera   | 2  | 3  | 0  | 1   | 0  | 6     |
| 3    | Wayne Rooney    | 6  | 0  | 0  | 0   | 0  | 6     |

### Onze de départ (toutes compétitions)
Mis à jour le 22 mai 2016
| \| No. \| Pos. \| Joueur \| Titulaire \| Notes \| \| --- \| ---- \| ------------------- \| --------- \| ---------------------------------------------------------------------------------- \| \| 1 \| GK \| David de Gea \| 49 \| Sergio Romero a 10 titularisations \| \| 12 \| DC \| Chris Smalling \| 55 \| Phil Jones a 7 titularisations \| \| 17 \| DC \| Daley Blind \| 55 \| Paddy McNair a 4 titularisations \| \| 36 \| DD \| Matteo Darmian \| 32 \| Antonio Valencia a 12 titularisations Guillermo Varela a 10 titularisations \| \| 5 \| DG \| Marcos Rojo \| 25 \| Cameron Borthwick-Jackson a 9 titularisations \| \| 21 \| MR \| Michael Carrick \| 33 \| Ander Herrera a 27 titularisations \| \| 28 \| MD \| Morgan Schneiderlin \| 33 \| Marouane Fellaini a 23 titularisations Bastian Schweinsteiger a 21 titularisations \| \| 10 \| MO \| Juan Mata \| 50 \| Adnan Januzaj a 4 titularisations Andreas Pereira a 2 titularisations \| \| 8 \| MLD \| Jesse Lingard \| 32 \| Ashley Young a 14 titularisations \| \| 7 \| MLG \| Anthony Martial \| 46 \| Memphis Depay a 27 titularisations \| \| 9 \| AC \| Wayne Rooney \| 38 \| Marcus Rashford a 18 titularisations \| | De Gea Darmian Smalling Blind Rojo Carrick Schneiderlin Mata Lingard Martial Rooney |                     |           |                                                                                    |
| No. | Pos.                                                                                | Joueur              | Titulaire | Notes                                                                              |
| 1 | GK                                                                                  | David de Gea        | 49        | Sergio Romero a 10 titularisations                                                 |
| 12 | DC                                                                                  | Chris Smalling      | 55        | Phil Jones a 7 titularisations                                                     |
| 17 | DC                                                                                  | Daley Blind         | 55        | Paddy McNair a 4 titularisations                                                   |
| 36 | DD                                                                                  | Matteo Darmian      | 32        | Antonio Valencia a 12 titularisations Guillermo Varela a 10 titularisations        |
| 5 | DG                                                                                  | Marcos Rojo         | 25        | Cameron Borthwick-Jackson a 9 titularisations                                      |
| 21 | MR                                                                                  | Michael Carrick     | 33        | Ander Herrera a 27 titularisations                                                 |
| 28 | MD                                                                                  | Morgan Schneiderlin | 33        | Marouane Fellaini a 23 titularisations Bastian Schweinsteiger a 21 titularisations |
| 10 | MO                                                                                  | Juan Mata           | 50        | Adnan Januzaj a 4 titularisations Andreas Pereira a 2 titularisations              |
| 8 | MLD                                                                                 | Jesse Lingard       | 32        | Ashley Young a 14 titularisations                                                  |
| 7 | MLG                                                                                 | Anthony Martial     | 46        | Memphis Depay a 27 titularisations                                                 |
| 9 | AC                                                                                  | Wayne Rooney        | 38        | Marcus Rashford a 18 titularisations                                               |

### Joueurs prêtés
Voici le tableau récapitulatif des joueurs ayant été prêté ou étant actuellement prêté dans un club de première division ou de deuxième division, par ordre chronologique de départ.
Mis à jour le 23 mai 2016
| Nat. | Nom            | Club en prêt      | Compétition  | Championnat | Championnat | Championnat | Championnat  | Coupe d'Europe | Coupe d'Europe | Coupe d'Europe | Coupe d'Europe | Coupes nationales | Coupes nationales | Coupes nationales | Coupes nationales | Total | Total | Total  | Total        |
| Nat. | Nom            | Club en prêt      | Compétition  | MJ          | B           | Averti      | Carton rouge | MJ             | B              | Averti         | Carton rouge   | MJ                | B                 | Averti            | Carton rouge      | MJ    | B     | Averti | Carton rouge |
| ---- | -------------- | ----------------- | ------------ | ----------- | ----------- | ----------- | ------------ | -------------- | -------------- | -------------- | -------------- | ----------------- | ----------------- | ----------------- | ----------------- | ----- | ----- | ------ | ------------ |
|      | Will Keane     | Preston North End | D2 anglaise  | 20          | 1           | 2           | 0            | 0              | 0              | 0              | 0              | 2                 | 1                 | 1                 | 0                 | 22    | 1     | 3      | 0            |
|      | Tyler Blackett | Celtic Glasgow    | D1 écossaise | 3           | 0           | 0           | 0            | 3              | 0              | 0              | 0              | 2                 | 0                 | 0                 | 0                 | 8     | 0     | 0      | 0            |
|      | Adnan Januzaj  | Borussia Dortmund | D1 allemande | 6           | 0           | 0           | 0            | 5              | 0              | 1              | 0              | 1                 | 0                 | 0                 | 0                 | 12    | 0     | 1      | 0            |
|      | Liam Grimshaw  | Motherwell FC     | D1 écossaise | 14          | 0           | 2           | 0            | 0              | 0              | 0              | 0              | 2                 | 0                 | 0                 | 0                 | 16    | 0     | 2      | 0            |
|      | James Wilson   | Brighton & Hove   | D2 anglaise  | 27          | 5           | 0           | 0            | 0              | 0              | 0              | 0              | 0                 | 0                 | 0                 | 0                 | 27    | 5     | 0      | 0            |
|      | Sam Johnstone  | Preston North End | D2 anglaise  | 4           | 0           | 0           | 0            | 0              | 0              | 0              | 0              | 0                 | 0                 | 0                 | 0                 | 4     | 0     | 0      | 0            |
|      | Nick Powell    | Hull City         | D2 anglaise  | 3           | 0           | 0           | 0            | 0              | 0              | 0              | 0              | 2                 | 0                 | 0                 | 0                 | 5     | 0     | 0      | 0            |
|      | Víctor Valdés  | Standard de Liège | D1 belge     | 6           | 0           | 3           | 0            | 0              | 0              | 0              | 0              | 2                 | 0                 | 1                 | 0                 | 8     | 0     | 4      | 0            |

### Meilleurs joueurs
Chaque mois, les internautes votent sur le site du club pour élire, parmi trois propositions, le meilleur joueur de l'équipe.
| Mois      | Premier                | %    | Deuxième        | %    | Troisième                 | %    |
| --------- | ---------------------- | ---- | --------------- | ---- | ------------------------- | ---- |
| Août      | Matteo Darmian         | 42 % | Chris Smalling  | 35 % | Luke Shaw                 | 23 % |
| Septembre | Juan Mata              | 44 % | Anthony Martial | 42 % | Chris Smalling            | 14 % |
| Octobre   | Chris Smalling         | 72 % | Marcos Rojo     | 16 % | Anthony Martial           | 12 % |
| Novembre  | Bastian Schweinsteiger | 55 % | Chris Smalling  | 30 % | Jesse Lingard             | 15 % |
| Décembre  | Anthony Martial        | 69 % | Chris Smalling  |      | Daley Blind               |      |
| Janvier   | Wayne Rooney           | 54 % | Anthony Martial | 36 % | Cameron Borthwick-Jackson | 10 % |
| Février   | Marcus Rashford        | 56 % | Memphis Depay   | 31 % | Jesse Lingard             | 13 % |
| Mars      | David de Gea           | 72 % | Anthony Martial |      | Chris Smalling            |      |
| Avril     | David de Gea (2)       | 62 % | Anthony Martial | 24 % | Marcus Rashford           | 14 % |
| Mai       | Anthony Martial (2)    | 49 % | Wayne Rooney    | 36 % | Antonio Valencia          | 15 % |

- Joueur de l'année (trophée Sir Matt Busby) : David de Gea[25]
- Joueur de l'année selon les joueurs : Chris Smalling[26]
- Plus beau but de la saison : Anthony Martial, pour son premier but avec le club contre Liverpool (3-1, 12 septembre 2015)[27]
- Plus beau but de la saison en Premier League : Anthony Martial contre Stoke City (3-0, 2 février 2016)[28]
- Membres du club dans l'équipe-type de la saison en Premier League : David de Gea

### Autres statistiques
Mis à jour le 22 mai 2016

## Saison des jeunes

### Championnat des moins de 21 ans
Le championnat des moins de 21 ans regroupe 24 équipes issues de la Premier League et de la Championship. Il est séparé en deux divisions de 12 équipes. Ce format a été instauré durant la saison 2012-2013 et succède à la Premier Reserve League dans laquelle s'affrontaient 16 équipes séparées en deux groupes géographiques (nord et sud).
Les joueurs engagés dans ce championnat peuvent s'introduire dans le groupe professionnel à la demande de l'entraîneur comme Guillermo Varela. Inversement, des joueurs professionnels peuvent s'introduire dans le groupe des jeunes comme Adnan Januzaj et Andreas Pereira. Louis van Gaal envoie régulièrement des joueurs en manque de temps de jeu ou de retour de blessure.
Le 19 avril 2016, à deux journées de la fin, les jeunes sont champions après une victoire face à Tottenham (3-2) et des buts de Donald Love, Andreas Pereira et Guillermo Varela dans les arrêts de jeu. Les jeunes mancuniens conservent donc leur titre et sont champions pour la troisième fois en quatre saisons.
À la fin de la saison, Cameron Borthwick-Jackson remporte le trophée Denzil Haroun récompensant le meilleur joueur des moins de 21 ans de la saison.
| Rang | Équipe              | Pts | J  | G  | N | P  | Bp | Bc | Diff |
| ---- | ------------------- | --- | -- | -- | - | -- | -- | -- | ---- |
| 1    | Manchester United T | 48  | 22 | 15 | 3 | 4  | 44 | 19 | +25  |
| 2    | Sunderland AFC      | 43  | 22 | 13 | 4 | 5  | 38 | 20 | +18  |
| 3    | Everton FC          | 37  | 22 | 10 | 7 | 5  | 35 | 27 | +8   |
| 4    | Manchester City     | 34  | 22 | 10 | 4 | 8  | 35 | 26 | +9   |
| 5    | Chelsea FC          | 33  | 22 | 9  | 6 | 7  | 34 | 30 | +4   |
| 6    | Southampton FC      | 30  | 22 | 8  | 6 | 8  | 39 | 40 | -1   |
| 7    | Liverpool FC        | 28  | 22 | 8  | 4 | 10 | 26 | 37 | -11  |
| 8    | Tottenham Hotspur   | 27  | 22 | 7  | 6 | 9  | 44 | 43 | +1   |
| 9    | Reading FC          | 27  | 22 | 7  | 6 | 9  | 34 | 40 | -6   |
| 10   | Leicester City      | 21  | 22 | 6  | 3 | 13 | 25 | 48 | -23  |
| 11   | Middlesbrough FC    | 20  | 22 | 5  | 5 | 12 | 33 | 37 | -4   |
| 12   | Norwich City        | 19  | 22 | 5  | 4 | 13 | 30 | 50 | -20  |

- Champion de division 1
- Relégation en division 2 de U21 Premier League

T : Tenant du titre
Source : Classement officiel sur le site de la Premier League.

### Championnat des moins de 18 ans
À la fin de la saison, Marcus Rashford remporte le trophée Jimmy Murphy récompensant le meilleur joueur des moins de 18 ans de la saison.

### UEFA Youth League
| Rang | Équipe            | Pts | J | G | N | P | Bp | Bc | Diff |  | Résultats (▼ dom., ► ext.) |     |     |     |     |
| ---- | ----------------- | --- | - | - | - | - | -- | -- | ---- |  | -------------------------- | --- | --- | --- | --- |
| 1    | PSV Eindhoven     | 10  | 6 | 3 | 1 | 2 | 10 | 9  | +1   |  | PSV Eindhoven              |     | 2-1 | 0-3 | 2-1 |
| 2    | CSKA Moscou       | 8a  | 6 | 2 | 2 | 2 | 10 | 6  | +4   |  | CSKA Moscou                | 0-0 |     | 4-0 | 1-2 |
| 3    | Manchester United | 8a  | 6 | 2 | 2 | 2 | 6  | 10 | -4   |  | Manchester United          | 0-5 | 0-0 |     | 1-1 |
| 4    | VfL Wolfsbourg    | 7   | 6 | 2 | 1 | 3 | 10 | 11 | -1   |  | VfL Wolfsbourg             | 4-1 | 2-4 | 0-2 |     |

Légende des classements
- Qualifié pour les huitièmes de finale
- Qualifié pour les Barrages

Légende des résultats
- Victoire à domicile
- Match nul
- Victoire à l'extérieur

Note
a Classement sur la base des confrontations directes (Moscou : 4 points ; Manchester : 1 point)